# Vành đai Isua Greenstones
Vành đai Isua Greenstone (IPA: /isua ˈgrinˌstoʊn/, tiếng Đan Mạch phát âm như: /i-xua grơn-len/) là một dãy núi đá xanh ở Archean, phía tây nam của Greenland (xem vị trí ở bản đồ bên). Vành đai này có tuổi ngót 4 tỷ năm, được giới khoa học đặc biệt chú ý vì trong đá có chứa các loại đá trầm tích và đá núi lửa biến chất mafic rất đa dạng; đặc biệt nhất là cũng chứa các di tích hữu cơ rất sớm gợi ý rằng sự sống lần đầu tiên tiến hóa trên Trái đất hơn 4 tỷ năm trước đây.

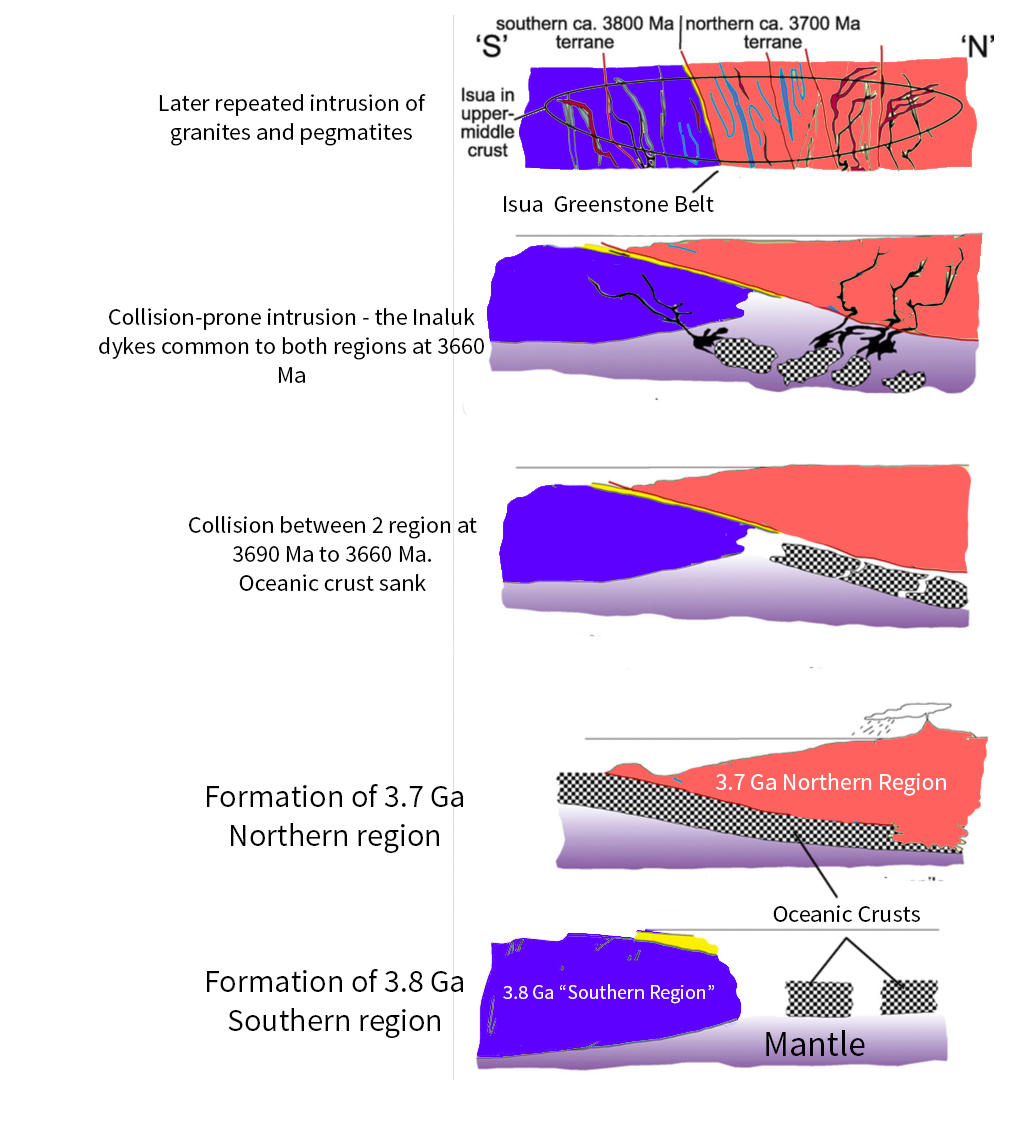
Sơ đồ biến đổi đá trong vành đai